# Michail Anatoljewitsch Wassiljew
Michail Anatoljewitsch Wassiljew (russisch Михаил Анатольевич Васильев, * 4. März 1961 in Moskau; † 25. Februar 2025 ebenda) war ein sowjetischer und russischer Handballspieler und -trainer.
Der 1,98 m große und 92 kg schwere Wassiljew spielte für ZSKA Moskau und die Sowjetische Nationalmannschaft. Mit ZSKA gewann der Rückraumspieler 1982, 1983 und 1987 die sowjetische Meisterschaft sowie den Europapokal der Pokalsieger 1986/87 und den Europapokal der Landesmeister 1987/88. 1989 wechselte er als einer der ersten Sowjetspieler in die 2. Handball-Bundesliga zum LTV Wuppertal. Bei der Weltmeisterschaft 1982, den Goodwill Games 1986 und den Olympischen Spielen 1988 gewann er die Goldmedaille. Für den Weltmeistertitel erhielt er die Auszeichnung Verdienter Meister des Sports der UdSSR.  Er bestritt 189 Länderspiele.
Nach dem Ende seiner Spielerkarriere wurde „Mike“ Wassiljew Assistenztrainer in Wuppertal. 1999 übernahm er den Trainerposten beim HC Empor Rostock. In der Saison 2000/01 verpflichtete der Zweitligist SG VTB/Altjührden Wassiljew als Trainer. Nach nur einer Spielzeit kehrte er zum LTV Wuppertal zurück, den er 2003/04 zur Regionalliga-Meisterschaft führte.
Nach einer längeren Handballpause übernahm Wassiljew im Oktober 2014 die HSG Bergische Panther, die er bereits im Januar 2015 wieder verließ.
Am 5. März 2025 gab der russische Handballverband den Tod Wassiljews bekannt.